# Stanisław Grygiel
Stanisław Jan Grygiel (ur. 10 grudnia 1934 w Zembrzycach, zm. 20 lutego 2023 w Rzymie) – polski filozof, filolog i wykładowca. Publikował w czasopismach polskich i włoskich.

## Życiorys
W roku 1956 uzyskał licencjat z filozofii na Papieskim Wydziale Filozofii w Krakowie. W roku 1961 ukończył studia filologii na Uniwersytecie Jagiellońskim, a w roku 1965 jako uczeń i doktorant ks. Karola Wojtyły uzyskał stopień doktora filozofii na KUL. Następnie w latach 1966–1967 studiował filozofię na Uniwersytecie w Louvain w Belgii.
W latach 1963–1980 był redaktorem miesięcznika „Znak” w Krakowie, a w latach 1970–1980 był również wykładowcą filozofii na Papieskiej Akademii Teologicznej w Krakowie. Był również współzałożycielem kwartalnika „Il Nuovo Areopago” i jego redaktorem naczelnym do 2002 roku.
Od 1980 r. wraz z małżonką Ludmiłą mieszkał w Rzymie. W latach 1980–1983 był dyrektorem Polskiego Instytutu Kultury Chrześcijańskiej, od 1981 wykładowcą filozofii człowieka na Papieskim Uniwersytecie Laterańskim w Rzymie. Był konsultorem Papieskiej Rady ds. Rodziny. Kierował katedrą Karola Wojtyły na Papieskim Instytucie Jana Pawła II przy Papieskim Uniwersytecie Laterańskim w Rzymie.
W 1991 jako konsultor był uczestnikiem Synodu Biskupów dla Europy; po raz drugi uczestniczył w nim w roku 1999 wraz z małżonką. Wraz z żoną należeli również do grona przyjaciół Jana Pawła II.
Zmarł 20 lutego 2023 w Rzymie. Ceremonii pogrzebowej prof. Grygiela w kościele Santa Maria in Traspontina w Rzymie przewodniczył ks. abp Jean Laffitte, a udział w niej brali m.in. kardynałowie Marc Ouellet i Konrad Krajewski.

## Nagrody i wyróżnienia
- Krzyż Komandorski Orderu Odrodzenia Polski (2023, pośmiertnie)[5][6]
- Złoty Krzyż Zasługi (1974)
- Feniks (nagroda SWK) (2017)
- Nagroda Pokojowa im. R. Schneidera i M. Kolbego (Hamburg-Lublin) (1976)

## Publikacje
Był autorem licznych publikacji. Napisał między innymi:
- Książka: „Na ścieżkach prawdy. Rozmawiając z Janem Pawłem II”, „Flos Carmeli” – Poznań 2013[8],
- Książka: „Żyć znaczy filozofować” – wywiad rzeka z prof. Stanisławem Grygielem, filozofem, przeprowadzony przez Marię Zboralską, „Mt 5,14”, „Muzeum Jana Pawła II i Prymasa Wyszyńskiego”, Warszawa 2020[9].